# Marsaskala
Marsaskala, dalším jménem M'Scala nebo Wied il-Ghajn, je město na jihovýchodě ostrova a státu Malta v Jihovýchodním regionu. Vyrostlo kolem malého přístavu na konci dlouhého úzkého zálivu Marsaskala Bay, který je také známý jako Marsaskala Creek. V březnu roku 2014 mělo celkem 12 134 obyvatel, ale v létě se počet zvětší na přibližně 20 000.

## Historie

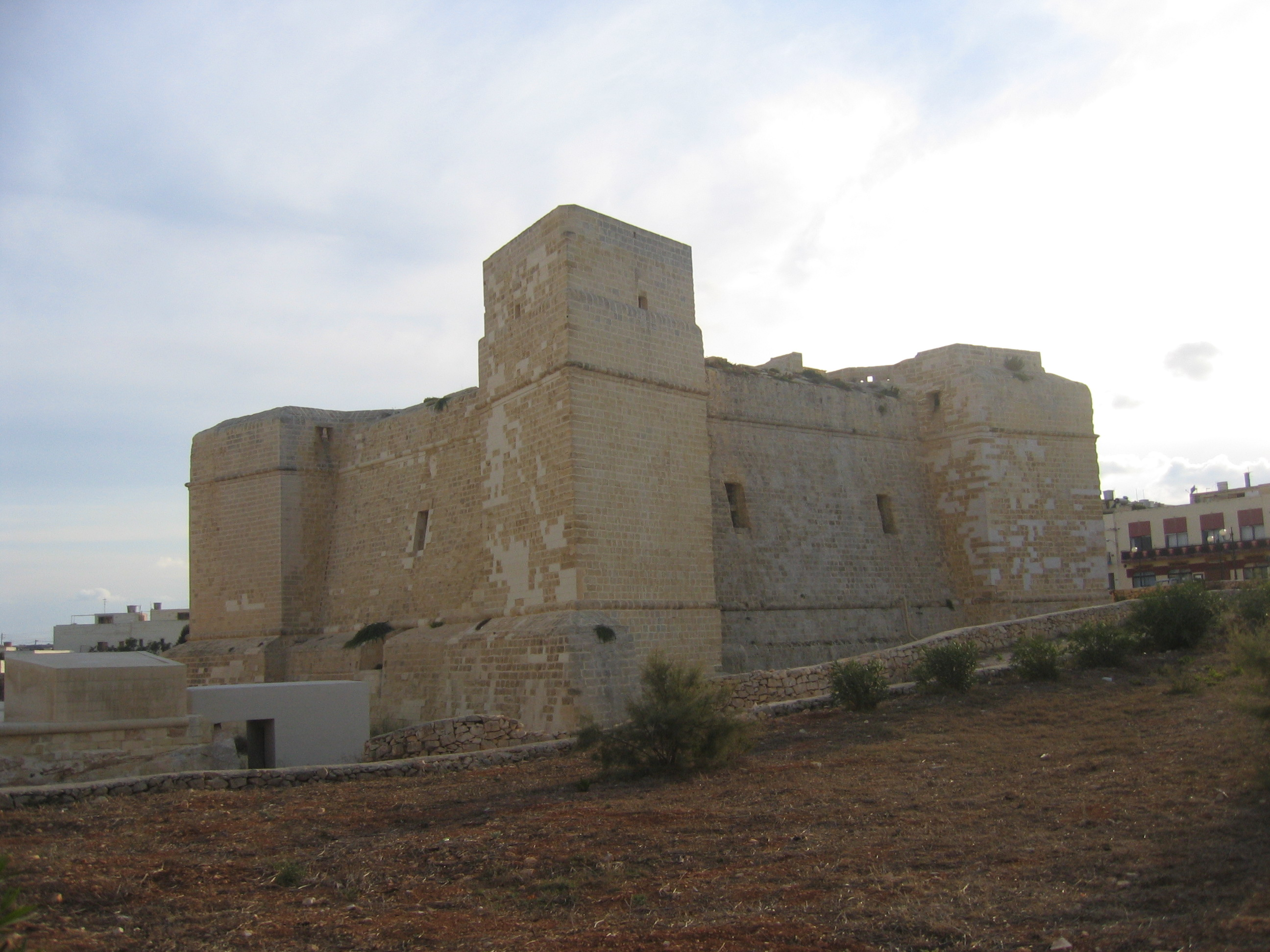
Strážní věž Saint Thomas Tower

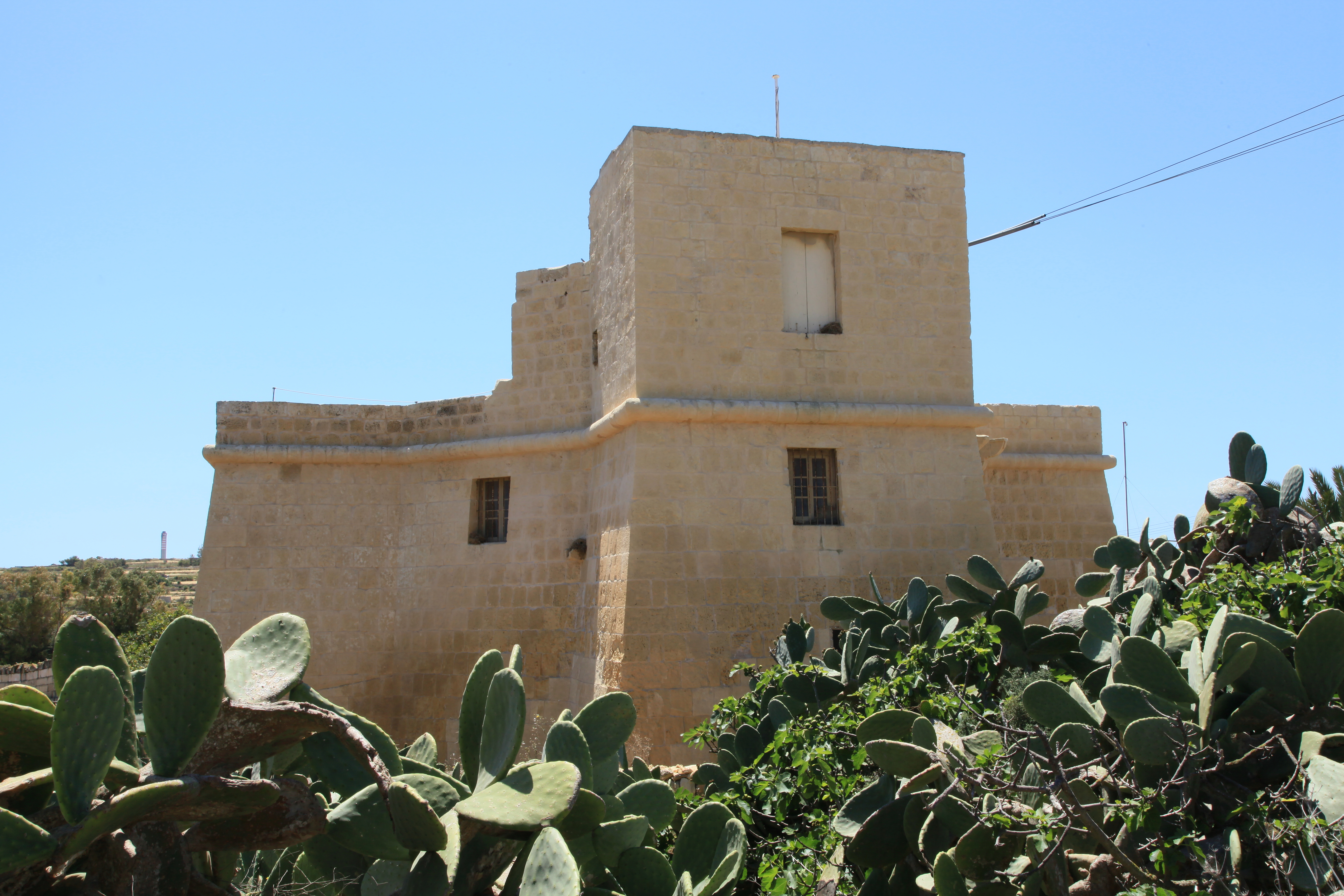
Strážní věž Mamo Tower

Člověk obýval tuto oblast již před tisíci lety, jak o tom svědčí několik archeologických nálezů v různých částech Marsaskaly. Jedny z nejstarších pozůstatků jsou rovnoběžné linie, koleje vyryté nebo vyježděné ve skalnatém terénu, či přímo ve skále. Tyto koleje se vyskytují na několika místech na Maltě a často vedou přímo do moře, kde ještě dále pokračují pod vodní hladinou. V současné době stále přetrvávají nejistoty a diskuze o době vzniku a způsobu, jakým byly vybudovány. Obecná shoda panuje pouze v tom, že by sloužily pro přepravu těžkých břemen z jednoho místa na druhé. (Více podrobností v článku Clapham Junction).
Dochovaly se zde zbytky raně křesťanských katakomb i pozůstatky osídlení z období říše Římské - zbytky římské vily přímo v Marsaskale a náznaky, že již římané používali zdejší přístav. Pozůstatky římských lázní byly nalezeny v poli na il-Gżira, skalním poloostrově za hotelem Jerma Palace.
V roce 1614 přistálo v Marsasakale 60 osmanských vojenských lodí přepravující 6 000 vojáků, kteří zaútočili na jih Malty. Ačkoli rozhodující bitva přinesla křesťanským obráncům vítězství, strach a děsivé vzpomínky na Velké obležení Malty v roce 1565 přiměly Malťany k budování řady obranných věží a pevnůstek, které měly za úkol oslabit zranitelnost ostrova vůči útokům z moře. První z nich byla věž Wignacourt Tower, postavená v roce 1610, která je nyní nejstarší přežívající strážní věží na Maltě. Byla financována velmistrem Alofem de Wignacourtem a je první z řady Wignacourtových věží chránících pobřeží Malty proti nájezdníkům.. Například věž St Thomas Tower byla používána pro vojenské účely až do 19. století a byla nedávno restaurována.